# 私立東山高級中学
私立東山高級中学（とうざん/ドンスァンこうきゅうちゅうがく、ピンイン：Dōngshān、注音: ㄉㄨㄥ ㄕㄢ、Taipei Private Dongshan High School）は、台湾台北市にある全日制高校。

## 沿革
| 年     | 月日 | 事跡                     |
| ------ | ---- | ------------------------ |
| 1970年 | 8月  | 学校設立の認可を受ける   |
| 1971年 | -    | 私立東山高級中学が開校   |
| 1994年 | -    | 国中部の設置認可を受ける |

## 歴代校長
| 代    | 氏名   | 着任日    | 退任日    |
| ----- | ------ | --------- | --------- |
| 初代  | 王樅   | 1971年    | 1973年    |
| 第2代 | 雷永泰 | 1972年    | 2001年    |
| 第3代 | 李信隆 | 2001年    | 2005年7月 |
| 第4代 | 陳佳源 | 2005年8月 | 2016年7月 |
| 第5代 | 陳麗美 | 2016年7月 | 現職      |

## 校歌
東山蒼蒼 日照高崗 萬物並育 大道其昌
東山蒼蒼 學府堂堂 師生砥礪 莊敬自強
東山蒼蒼 學子昂昂 敦品勵學 書聲朗朗
先憂後樂 耀我家邦 東山蒼蒼 任重道長